# خلية بينية

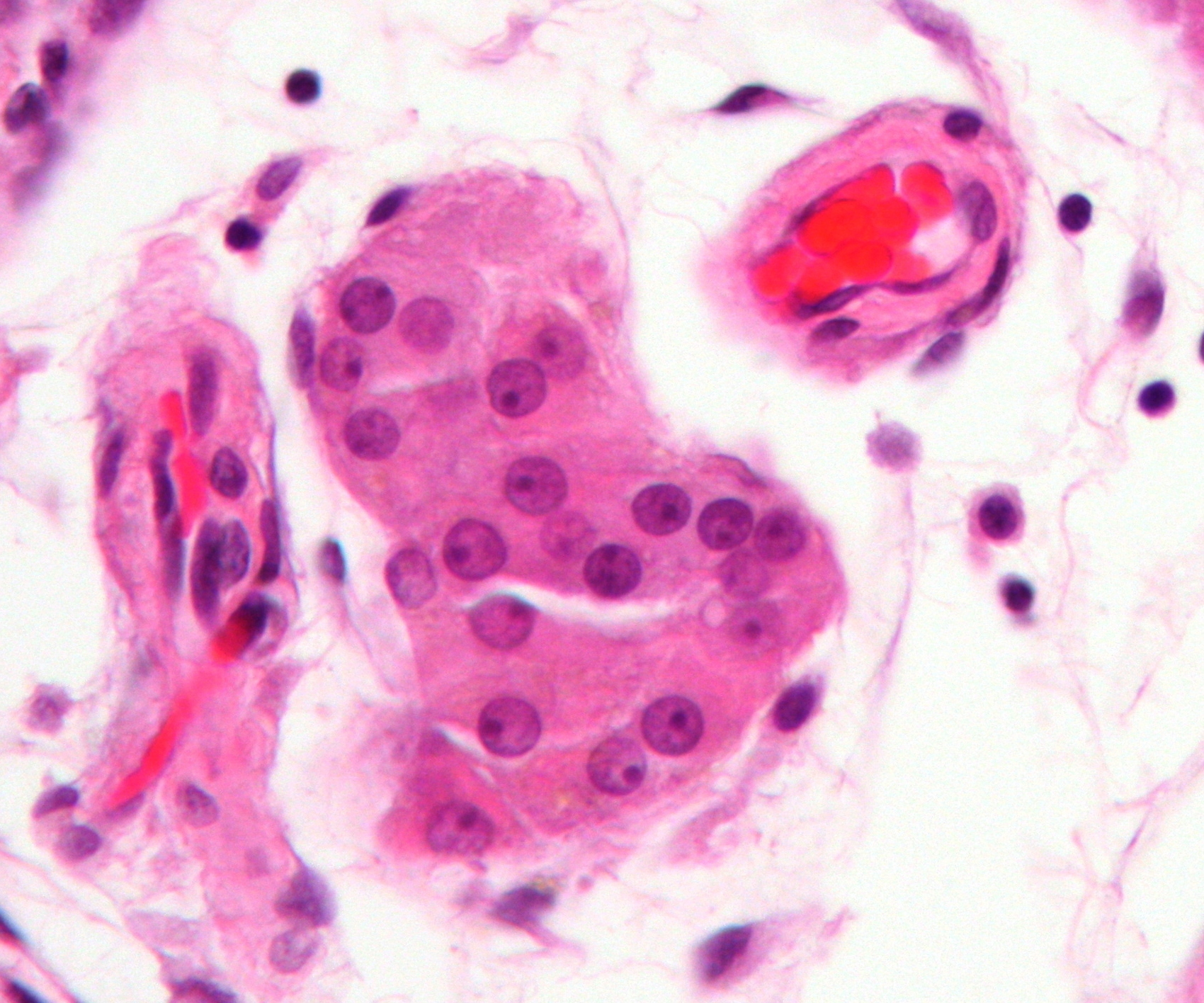
خلية لايديغ البينية 8

خلايا لايديغ البينية (بالإنجليزية: Leydig-cells)‏، هي خلايا خاصة بالخصيتين توجد في الفراغ المملوء بالنسيج الضام بين الأنانبيب المنوية، وتفرز 95% من نسبة التستوستيرون في الدم، تشكل حوالي 10-20% من كتلة الخصيتين، اكتشفها العالم الألماني فرانز لايديغ عام 1850م.

## الصفات الخلوية
تتميز الخلايا البينية بنواة حمضية، فاتحة اللون، مكورة ودائرية. يحيط بها سيتوبلازم مليء بالشبكات الإندوبلازمية الملساء والميتوكوندريا. وبكميات أقل يوجد في السيتوبلازما ايضاً فجوات دهنية وكريستالات.

## الوظيفة
تلعب خلايا لايديغ البينية دوراً هاماً في نضوج الجهاز التناسلي الذكري لدى الجنين خلال فترة الحمل، وابتداءً من الأسبوع الثامن وحتى الأسبوع الثامن عشر من عمر الجنين تكون هذه الخلايا نشطة بشكل مميز حيث تنتج هرمون التستوستيرون. بعد الولادة بأسبوعين تعود هذه الخلايا لتنشط من جديد لدى المولود ولكن بشكل متناقص حتى عمر البلوغ.
ابتداءً من عمر البلوغ يحفزها الهرمون المنشط للجسم الأصفر (LH) القادم من الغدة النخامية الأمامية ويستمر نشاطها هذا حتى عمر متأخر لدى الذكر. 95٪ من نسبة التستوستيرون في الدم يتم إفرازه عن طريق هذه الخلايا البينية، بينما يشكل ما تنتجه الغدة الكظرية ما نسبته 5٪ فقط.

## معرض صور

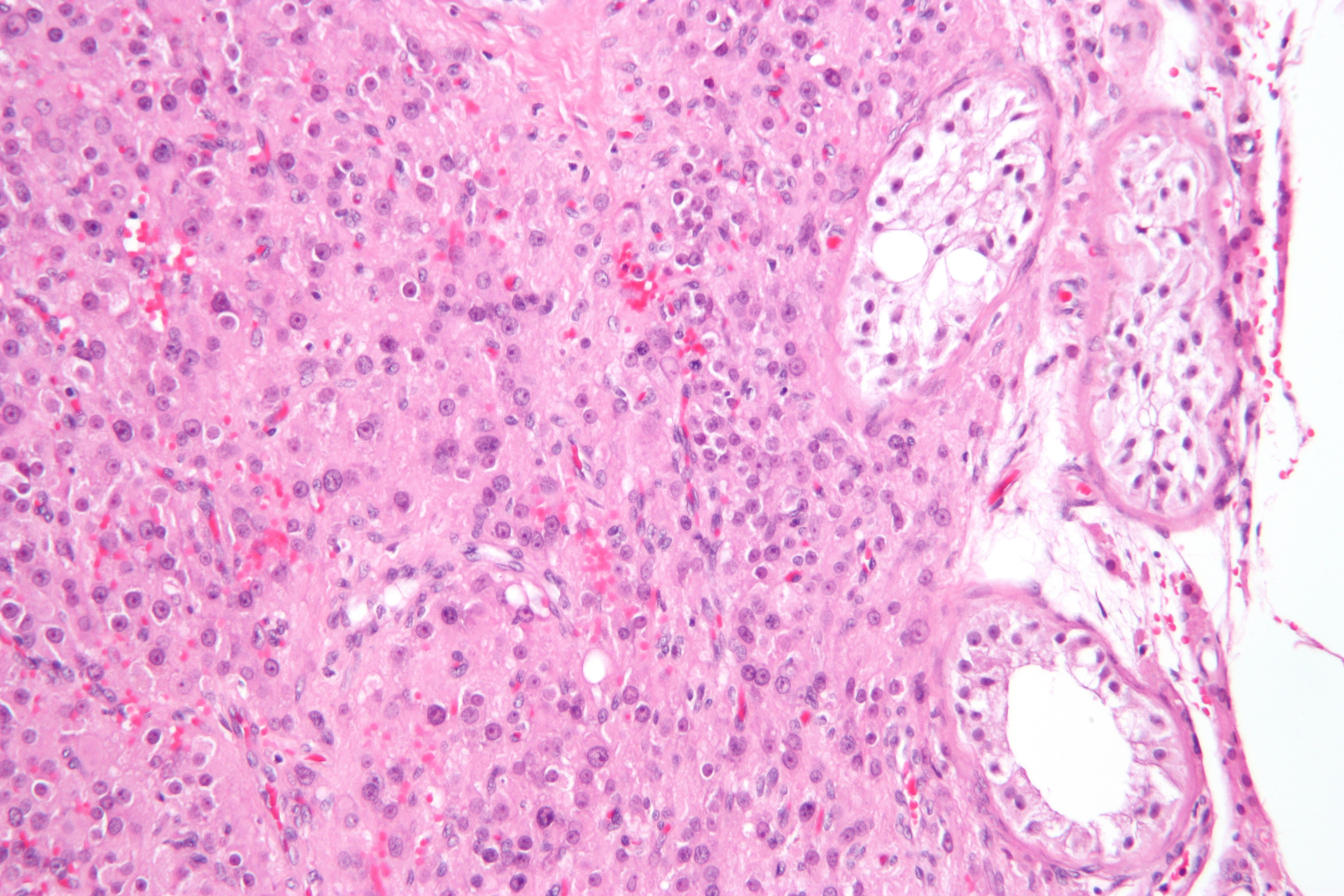
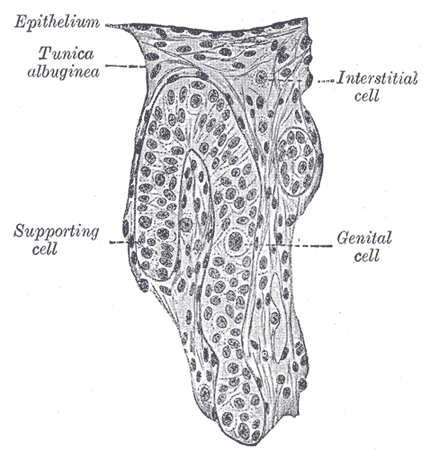
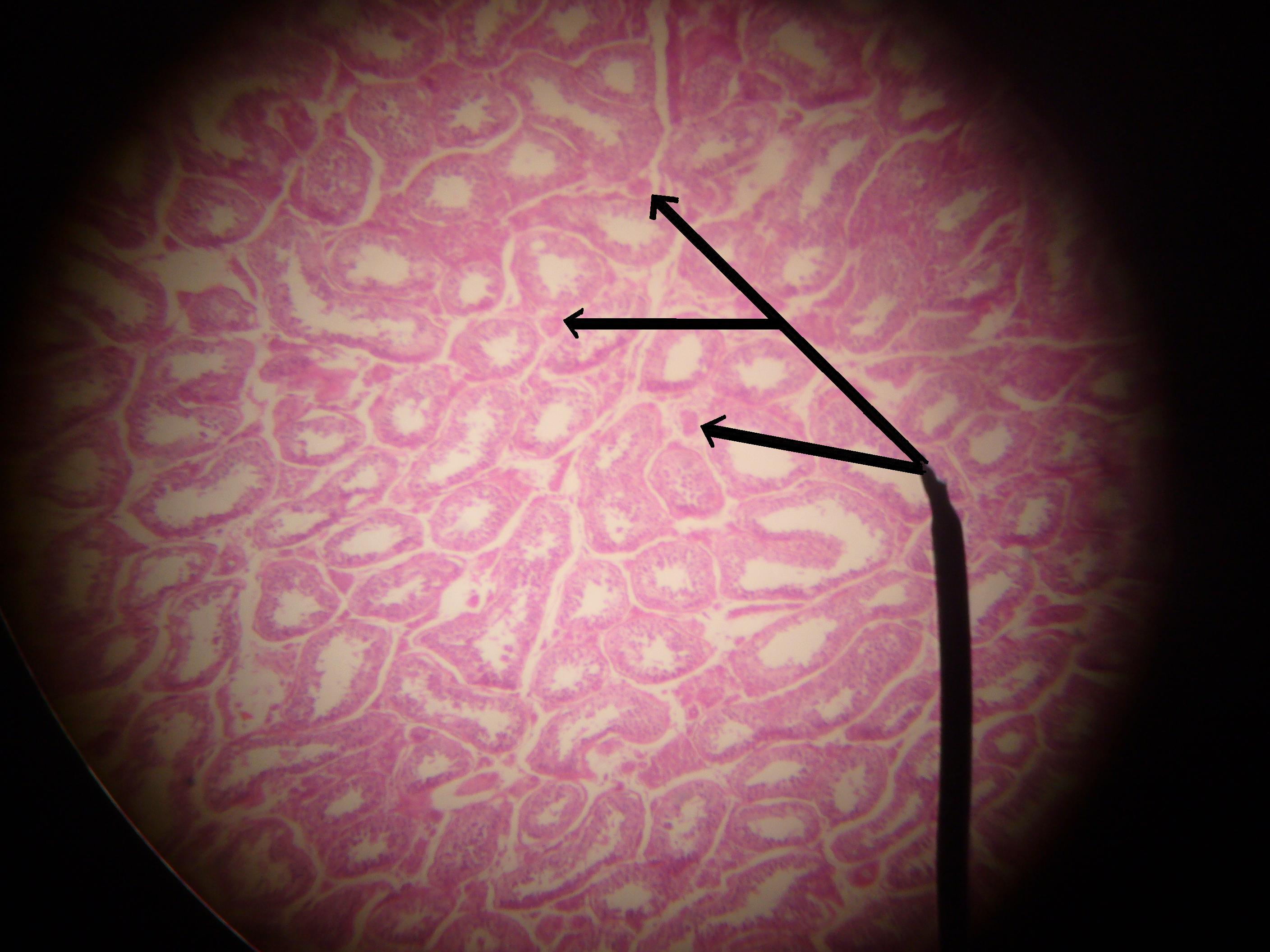
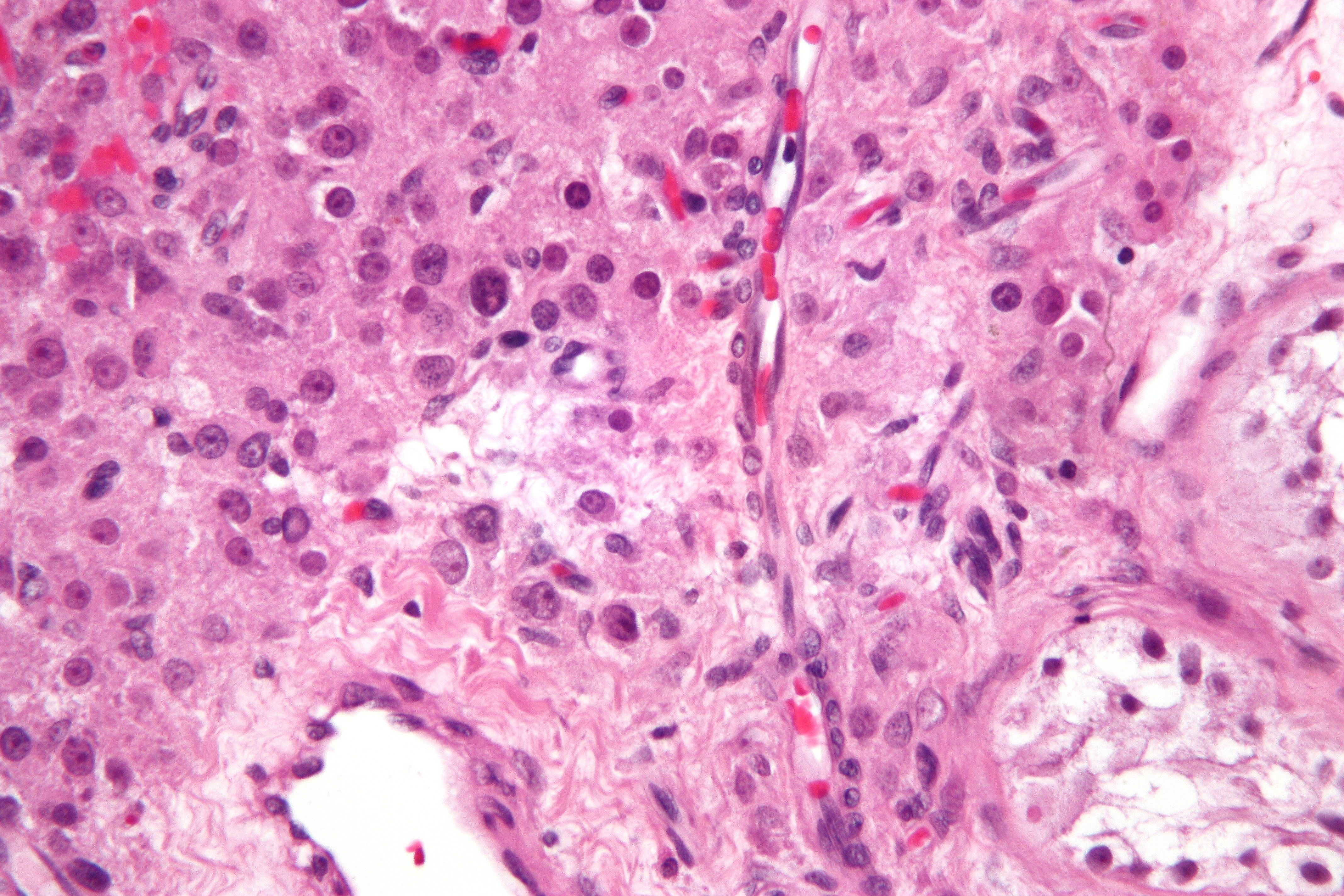